# Hook, Hart
Hook (engelskt uttal: [ˈhʊk]) är en ort och civil parish i grevskapet Hampshire i södra England. Orten ligger i distriktet Hart, cirka 9 kilometer öster om Basingstoke. Tätorten (built-up area) hade 9 060 invånare vid folkräkningen år 2021.